# Стоуні-Пойнт (Нью-Йорк)
Стоуні-Пойнт (англ. Stony Point) — місто (англ. town) в США, в окрузі Рокленд штату Нью-Йорк. Населення — 14 813 особи (2020).

## Демографія
Згідно з переписом 2010 року, у місті мешкало 15 059 осіб у 5281 домогосподарстві у складі 4045 родин. Було 5569 помешкань
Расовий склад населення:
| - 87,4 % — білих - 3,8 % — чорних або афроамериканців - 2,6 % — азіатів - 0,2 % — корінних американців - 0,1 % — вихідців з тихоокеанських островів - 3,7 % — осіб інших рас |

До двох чи більше рас належало 2,2 %. Частка іспаномовних становила 12,8 % від усіх жителів.
За віковим діапазоном населення розподілялося таким чином: 23,6 % — особи молодші 18 років, 60,8 % — особи у віці 18—64 років, 15,6 % — особи у віці 65 років та старші. Медіана віку мешканця становила 43,1 року. На 100 осіб жіночої статі у місті припадало 97,1 чоловіків;  на 100 жінок у віці від 18 років та старших — 93,2 чоловіків також старших 18 років.
Середній дохід на одне домашнє господарство  становив 119 660 доларів США (медіана — 101 630), а середній дохід на одну сім'ю — 137 148 доларів (медіана — 118 071). Медіана доходів становила 62 552 долари для чоловіків та 51 776 доларів для жінок. За межею бідності перебувало 6,9 % осіб, у тому числі 8,4 % дітей у віці до 18 років та 3,2 % осіб у віці 65 років та старших.
Цивільне працевлаштоване населення становило 7995 осіб. Основні галузі зайнятості: освіта, охорона здоров'я та соціальна допомога — 28,8 %, науковці, спеціалісти, менеджери — 11,5 %, роздрібна торгівля — 10,3 %.